# Mooreův stroj

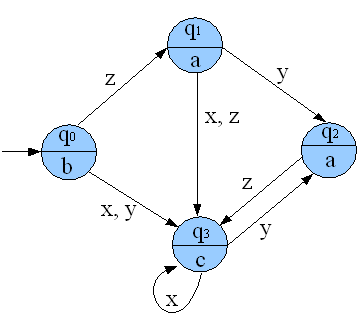
Příklad Mooreova stroje

Mooreův stroj nebo také automat typu Moore je v informatice označení pro konečný automat s výstupem, u kterého se změna na vstupu projeví na výstupu až v následujícím stavu. Výstupní funkce jsou tedy funkcemi pouze vnitřního stavu. Jeho obdobou je Mealyho automat, u něhož je ale výstup generován nejen na základě stavu, ve kterém se automat nachází, ale i na základě příchozího vstupu.

## Formální definice
Mooreův automat lze popsat jako uspořádanou šestici {\displaystyle (Z,Q,Y,\Phi ,\Psi ,q)}, kde:
- Z = {z1, z2, ... ,zn} – konečná vstupní abeceda
- Q = {q1, q2, ... ,qn} – neprázdná konečná množina stavů proměnlivých v čase
- Y = {y1, y2, ... ,yn) - konečná výstupní abeceda
- Φ = q(t+1) = Φ[q(t), z(t)] – přechodová funkce
- Ψ = y(t) = Ψ[q(t)] – výstupní funkce, záleží na stavu, ve kterém se automat nachází
- q – počáteční stav z množiny Q.

## Převod Moore → Mealy

### Moore
| stav | 0  | 1  | X  |
| ---- | -- | -- | -- |
| Q1   | Q3 | Q1 | Y3 |
| Q2   | Q1 | Q2 | Y1 |
| Q3   | Q2 | Q3 | Y2 |

Vyplním výstupní funkce X1 a X2 Mealyho podle výstupní funkce X Moore cílového stavu

### Mealy
| stav | 0  | 1  | X1 | X2 |
| ---- | -- | -- | -- | -- |
| Q1   | Q3 | Q1 | Y2 | Y3 |
| Q2   | Q1 | Q2 | Y3 | Y1 |
| Q3   | Q2 | Q3 | Y1 | Y2 |